# Chopwell
Chopwell – wieś w Anglii, w hrabstwie ceremonialnym Tyne and Wear, w dystrykcie metropolitalnym Gateshead. Leży 15 km na południowy zachód od centrum Newcastle i 395 km na północ od Londynu. W 2001 miejscowość liczyła 4293 mieszkańców.